# Campionati del mondo di canottaggio 2018
I Campionati del mondo di canottaggio 2018 si sono svolti tra il 9 e il 16 settembre 2018 allo Stadio del canottaggio di Plovdiv in Bulgaria.

## Medagliere
| Posizione | Paese         | Oro | Argento | Bronzo | Totale |
| --------- | ------------- | --- | ------- | ------ | ------ |
| 1         | Italia        | 3   | 4       | 1      | 8      |
| 2         | Stati Uniti   | 3   | 3       | 4      | 10     |
| 3         | Germania      | 3   | 1       | 1      | 5      |
| 4         | Francia       | 3   | 0       | 3      | 6      |
| 5         | Australia     | 2   | 4       | 1      | 7      |
| 6         | Canada        | 2   | 2       | 0      | 4      |
| 7         | Paesi Bassi   | 2   | 1       | 2      | 5      |
| 8         | Irlanda       | 2   | 0       | 0      | 2      |
| 8         | Norvegia      | 2   | 0       | 0      | 2      |
| 10        | Polonia       | 1   | 1       | 1      | 3      |
| 11        | Romania       | 1   | 1       | 0      | 2      |
| 12        | Gran Bretagna | 1   | 0       | 3      | 4      |
| 13        | Lituania      | 1   | 0       | 1      | 2      |
| 14        | Brasile       | 1   | 0       | 0      | 1      |
| 14        | Cina          | 1   | 0       | 0      | 1      |
| 14        | Croazia       | 1   | 0       | 0      | 1      |
| 17        | Svizzera      | 0   | 3       | 0      | 3      |
| 18        | Nuova Zelanda | 0   | 2       | 1      | 3      |
| 19        | Ucraina       | 0   | 1       | 2      | 3      |
| 20        | Austria       | 0   | 1       | 1      | 2      |
| 21        | Rep. Ceca     | 0   | 1       | 0      | 1      |
| 21        | Danimarca     | 0   | 1       | 0      | 1      |
| 21        | Grecia        | 0   | 1       | 0      | 1      |
| 21        | Israele       | 0   | 1       | 0      | 1      |
| 25        | Russia        | 0   | 0       | 3      | 3      |
| 26        | Belgio        | 0   | 0       | 1      | 1      |
| 26        | Spagna        | 0   | 0       | 1      | 1      |
| 26        | Turchia       | 0   | 0       | 1      | 1      |
| Totale    | Totale        | 29  | 28      | 27     | 84     |

## Risultati
Discipline non olimpiche/paralimpiche.

### Uomini
| Evento                       | Oro | Tempo   | Argento | Tempo   | Bronzo | Tempo   |
| Openweight events            | |         | |         | |         |
| Singolo (dettagli)           | Kjetil Borch | 6:38.31 | Ondřej Synek | 6:39.90 | Mindaugas Griškonis | 6:42.90 |
| Due di coppia (dettagli)     | Francia Hugo Boucheron Matthieu Androdias | 6:05.16 | Svizzera Barnabé Delarze Roman Röösli | 6:06.49 | Nuova Zelanda John Storey Chris Harris | 6:06.71 |
| Quattro di coppia (dettagli) | Italia Filippo Mondelli Andrea Panizza Luca Rambaldi Giacomo Gentili                                                                              | 5:35.31 | Australia Caleb Antill Campbell Watts Alexander Purnell David Watts                                                                       | 5:36.51 | Ucraina Dmytro Mikhay Serhiy Hryn Oleksandr Nadtoka Ivan Dovgodko                                                                            | 5:37.28 |
| Due senza (dettagli)         | Croazia Martin Sinković Valent Sinković | 6:14.96 | Romania Marius Cozmiuc Ciprian Tudosă | 6:16.90 | Francia Valentin Onfroy Théophile Onfroy | 6:17.51 |
| Quattro senza (dettagli)     | Australia Joshua Hicks Spencer Turrin Jack Hargreaves Alexander Hill                                                                              | 5:44.74 | Italia Matteo Castaldo Bruno Rosetti Matteo Lodo Marco Di Costanzo                                                                        | 5:44.99 | Gran Bretagna Thomas Ford Jacob Dawson Adam Neill James Johnston                                                                             | 5:46.46 |
| Otto (dettagli)              | Germania Johannes Weißenfeld Felix Wimberger Max Planer Torben Johannesen Jakob Schneider Malte Jakschik Richard Schmidt Hannes Ocik Martin Sauer | 5:24.31 | Australia Liam Donald Robert Black Angus Moore Simon Keenan Nicholas Purnell Timothy Masters Joshua Booth Angus Widdicombe Kendall Brodie | 5:26.11 | Gran Bretagna James Rudkin Alan Sinclair Tom Ransley Thomas George Moe Sbihi Oliver Wynne-Griffith Matthew Tarrant Will Satch Henry Fieldman | 5:26.14 |
| Pesi leggeri                 | |         | |         | |         |
| Singolo (dettagli)           | Jason Osborne | 6:56.36 | Michael Schmid | 6:58.34 | Andrew Campbell | 7:00.04 |
| Due di coppia (dettagli)     | Irlanda Gary O'Donovan Paul O'Donovan | 6:06.81 | Italia Stefano Oppo Pietro Ruta | 6:08.31 | Belgio Tim Brys Niels Van Zandweghe | 6:11.25 |
| Quattro di coppia (dettagli) | Germania Joachim Agne Max Röger Florian Roller Moritz Moos                                                                                        | 5:51.21 | Italia Catello Amarante II Paolo Di Girolamo Andrea Micheletti Matteo Mulas                                                               | 5:52.85 | Turchia Mert Kartal Bayram Sönmez Fatih Ünsal Enes Kuşku                                                                                     | 5:53.95 |
| Due senza (dettagli)         | Italia Giuseppe Di Mare Alfonso Scalzone | 6:38.55 | Grecia Antonios Papakonstantinou Ioannis Marokos                                                                                          | 6:41.48 | Stati Uniti David Smith Thomas Foster | 6:56.99 |
| Paralimpico                  | |         | |         | |         |
| PR1 Singolo (dettagli)       | Erik Horrie | 9:16.90 | Roman Polianskyi | 9:17.36 | Alexey Chuvashev | 9:35.33 |
| PR2 Singolo (dettagli)       | Corné de Koning | 8:35.89 | Jeremy Hall | 8:42.46 | Daniele Stefanoni | 8:52.08 |
| PR3 Due senza (dettagli)     | Canada Kyle Fredrickson Andrew Todd | 7:12.82 | Australia James Talbot Jed Altschwager | 7:23.96 | Francia Jérôme Pailler Laurent Viala | 7:29.08 |

### Donne
| Evento                       | Oro | Tempo    | Argento | Tempo                          | Bronzo | Tempo                             |
| Openweight events            | |          | |                                | |                                   |
| Singolo (dettagli)           | Sanita Pušpure | 7:20.12  | Jeannine Gmelin | 7:25.93                        | Magdalena Lobnig | 7:29.51                           |
| Due di coppia (dettagli)     | Lituania Milda Valčiukaitė Ieva Adomavičiūtė                                                                                              | 6:44.15  | Nuova Zelanda Brooke Donoghue Olivia Loe | 6:46.28                        | Stati Uniti Meghan O'Leary Ellen Tomek | 6:47.75                           |
| Quattro di coppia (dettagli) | Polonia Agnieszka Kobus Marta Wieliczko Maria Springwald Katarzyna Zillmann                                                               | 6:08.96  | Germania Marie-Cathérine Arnold Carlotta Nwajide Franziska Kampmann Frieda Hämmerling                                                          | 6:11.42                        | Paesi Bassi Olivia van Rooijen Karolien Florijn Sophie Souwer Nicole Beukers                                                              | 6:11.79                           |
| Due senza (dettagli)         | Canada Caileigh Filmer Hillary Janssens                                                                                                   | 6:50.67  | Nuova Zelanda Grace Prendergast Kerri Gowler                                                                                                   | 6:52.96                        | Spagna Anna Boada Aina Cid | 7:04.60                           |
| Quattro senza (dettagli)     | Stati Uniti Madeleine Wanamaker Erin Boxberger Molly Bruggeman Erin Reelick                                                               | 6:25.57  | Australia Lucy Stephan Katrina Werry Sarah Hawe Molly Goodman                                                                                  | 6:27.09                        | Russia Ekaterina Sevostianova Anastasia Tikhanova Ekaterina Potapova Elena Orjabinskaja                                                   | 6:27.36                           |
| Otto (dettagli)              | Stati Uniti Kristine O'Brien Felice Mueller Victoria Opitz Gia Doonan Dana Moffat Tracy Eisser Emily Regan Olivia Coffey Katelin Guregian | 6:00.97  | Canada Lisa Roman Stephanie Grauer Madison Mailey Susanne Grainger Christine Roper Sydney Payne Jennifer Martins Rebecca Zimmerman Kristen Kit | 6:03.05                        | Australia Leah Saunders Georgina Gotch Rosemary Popa Georgina Rowe Annabelle Mcintyre Ciona Wilson Jacinta Edmunds Emma Fessey James Rook | 6:03.06                           |
| Pesi leggeri                 | |          | |                                | |                                   |
| Singolo (dettagli)           | Laura Tarantola | 7:51.79  | Clara Guerra | 7:51.96                        | Imogen Grant | 7:52.61                           |
| Due di coppia (dettagli)     | Romania Ionela-Livia Lehaci Gianina Beleagă                                                                                               | 6:50.71  | Stati Uniti Emily Schmieg Mary Jones | 6:52.30                        | Paesi Bassi Marieke Keijser Ilse Paulis                                                                                                   | 6:52.56                           |
| Quattro di coppia (dettagli) | Cina Wu Qiang Liang Guoru Chen Fang Pan Dandan                                                                                            | 6:28.32  | Danimarca Trine Toft Andersen Aja Runge Holmegaard Juliane Rasmussen Mathilde Persson                                                          | 6:33.33                        | Germania Fini Sturm Caroline Meyer Ladina Meier Anja Noske                                                                                | 6:34.25                           |
| Due senza (dettagli)         | Italia Serena Lo Bue Giorgia Lo Bue | 7:30.84  | Stati Uniti Jennifer Sager Jillian Zieff | 7:45.50                        | Hanno gareggiato solo due squadre | Hanno gareggiato solo due squadre |
| Paralimpici                  | |          | |                                | |                                   |
| PR1 Singolo (dettagli)       | Norvegia Birgit Skarstein | 10:13.63 | Israele Moran Samuel | 11:02.06                       | Stati Uniti Hallie Smith | 11:17.56                          |
| PR2 Singolo (dettagli)       | Perle Bouge | 9:39.73  | Annika van der Meer | 9:45.52                        | Jolanta Majka | 9:58.52                           |
| PR3 Due senza (dettagli)     | Stati Uniti Danielle Hansen Jaclyn Smith                                                                                                  | 7:39.30  | Ha gareggiato solo una squadra | Ha gareggiato solo una squadra | Ha gareggiato solo una squadra | Ha gareggiato solo una squadra    |

### Misti
| Evento                           | Oro                                                                                           | Tempo   | Argento                                                                                       | Tempo   | Bronzo                                                                                   | Tempo   |
| Paralimpico                      |                                                                                               |         |                                                                                               |         |                                                                                          |         |
| PR2 Due di coppia (dettagli)     | Paesi Bassi Annika van der Meer Corne de Koning                                               | 8:07.92 | Polonia Michal Gadowski Jolanta Majka                                                         | 8:12.60 | Ucraina Svitlana Bohuslavska Iaroslav Koiuda                                             | 8:20.61 |
| PR3 Due di coppia (dettagli)     | Brasile Diana Barcelos de Oliveira Jairo Klug                                                 | 7:30.82 | Austria Johanna Beyer David Erkinger                                                          | 7:42.68 | Russia Evgenii Borisov Valentina Zhagot                                                  | 7:49.93 |
| PR3 Quattro di coppia (dettagli) | Gran Bretagna Ellen Buttrick Grace Clough Oliver Stanhope Daniel Brown Erin Wysocki-Jones (c) | 7:00.36 | Stati Uniti Alexandra Reilly Michael Varro Charley Nordin Danielle Hansen Jennifer Sichel (c) | 7:02.13 | Francia Élodie Lorandi Guylaine Marchand Rémy Taranto Antoine Jesel Robin Le Barreau (c) | 7:04.93 |